# TearRing Saga
TearRing Saga, oft getrennt geschrieben Tear Ring Saga (jap. ティアリングサーガ, Tiaringu Sāga), ist ein von Enterbrain publiziertes Strategie-Rollenspiel für die PlayStation, welches ausschließlich für Japan am 24. Mai 2001 erschien. Das Spiel wurde von Shōzō Kaga entwickelt, dem Macher von Fire Emblem. Er verließ im Jahr 2000 die Intelligent Systems, ein zur Nintendo gehörendes Spieleentwicklungsstudio, und gründete seine eigene Firma Tirnanog. Das Spiel war das erste Werk seiner neu gegründeten Firma.
Da das Spiel sich stark an die Fire-Emblem-Spiele anlehnt, reichte Nintendo eine Klage wegen Urheberrechtsverletzung ein. Als Resultat musste der Name des Spiels vom ursprünglichen Titel Emblem Saga zu TearRing Saga geändert werden, zudem mussten auch alle Referenzen auf Szenarien der vorherigen Fire-Emblem-Teile entfernt werden. Trotzdem gilt das Spiel als ein Verkaufsschlager, denn allein in den ersten drei Monaten verkaufte es sich in Japan 345.000 Mal. Im Jahr 2005 erschien eine Fortsetzung zum Spiel namens Berwick Saga für die PlayStation 2.

## Spielprinzip
Spielerisch erinnert es einen sehr stark an die Fire-Emblem-Reihe. Ursprünglich wurde das Spiel auch als eine Fortsetzung gehandhabt. In den Kämpfen, welche rundenbasiert auf einem schachbrettartigen Feld ausgetragen werden, steuert man die aktuell zur eigenen Gruppe gehörenden Gefährten. Abhängig von der Größe der Gruppe und den Vorgaben der Karte ist dabei eventuell eine vorherige Auswahl der teilnehmenden Figuren notwendig, was taktische Entscheidungen ermöglicht. Jede Figur kann unabhängig von den anderen bewegt werden, ihre spielerischen Werte und ihre Klasse bestimmen dabei die konkret zur Verfügung stehenden Möglichkeiten zur Bewegung und zum Kampf. Die Zielvorgaben der einzelnen Kämpfe sind im Normalfall der Sieg über den Gegner und der Schutz der eigenen Hauptfigur.

## Handlung
Das Spiel findet überwiegend auf dem Kontinent Lieberia statt. Es besteht aus vier Königreichen – Canaan, Salia, Reeve und Leda –, die wiederum in mehrere Fürstentümer unterteilt sind. Die Protagonisten Runan und Holmes sind Thronerben solcher Fürstentümer.
Das Königreich Canaan befand sich seit 20 Jahren im Krieg mit den Anhängern der Gerxel-Sekte, eine Teufelsanbetung praktizierende Glaubensgemeinschaft. Um den langen müden Krieg zu beenden und den Bürgern von Canaan wieder Frieden zu schenken, erklärte Bahanuke, der König von Canaan, die Regionen, die von den Sektenmitgliedern bereits besetzt waren, für unabhängig und erlaubte diese zu einem neuen Kaiserreich namens Zoa zu formieren. Das neuformierte Kaiserreich würde ab sofort von allen anderen Königreichen neben sich akzeptiert werden. Der lang ersehnte Frieden schien wieder einzukehren. Doch für Zoa war dies der Anfang. Sie erklärten nach und nach dem ganzen Kontinent den Krieg. Es dauerte nicht mehr lange, bis die Heimat der beiden Protagonisten, das Königreich Reeve, auch an Zoa fiel. Runan und Holmes suchten Zuflucht auf einem Inselreich namens Wellt.
Das Spiel ist etwa drei Jahre nach den Ereignissen angesiedelt und beginnt, als Runan und Holmes sich auf die Befreiung ihrer Heimat vorbereiten.

## Entwicklung, Urheberrechtsstreit und Veröffentlichung

### Entwicklung
Shōzō Kaga entwickelte das Spiel ursprünglich als den dritten Teil der Fire-Emblem-Reihe für die SNES-CD, eine gemeinsam von Nintendo und Sony entwickelte CD-ROM-Erweiterung für die Spielkonsole Super Nintendo Entertainment System (SNES). Nachdem Nintendo die Zusammenarbeit einstellte, wurden alle Projekte, welche für die SNES-CD geplant waren, auf Eis gelegt. Sony entwickelte sein Laufwerk zur PlayStation, die 1994 auf den Markt kam. Kaga entschied sich im Jahr 2000 die Intelligent Systems zu verlassen, um das bis dahin vergessene Spiel für die PlayStation fertig zu entwickeln. Bevor er ging, veröffentlichte er unter der Regie von Intelligent Systems noch drei weitere Fire-Emblem-Teile für die SNES. Er benannte sein Spiel in Emblem Saga um und kündigte es für den März 2001 an. Durch die Klage seitens Nintendo, wurde der Release auf Mai verschoben.

### Urheberrechtsstreit
Zuerst gewannen Enterbrain und Tirnanog die Klage, sodass sie nur den Titel ändern und alle Referenzen zu den Fire-Emblem-Teilen entfernen mussten, aber nach dem Release wurde von Nintendo im Juli erneut eine Klage eingereicht, mit einer Forderung von 258 Millionen Yen und einer sofortigen Einstellung der Produktion. Dem Beschluss zufolge musste Enterbrain eine Strafe von 76 Millionen Yen zahlen. Die Produktion allerdings musste nicht gestoppt werden.
Heutzutage dient dieser Fall für viele als Leitfaden. Es scheint nun erlaubt zu sein, dem Erfinder einer Serie einen sogenannten geistigen Nachfolger zu entwickeln, ohne die Beteiligung des ursprünglichen Studios bzw. Publishers, wie es bei dem Spiel Destiny und Mighty No. 9 der Fall ist.

### Veröffentlichung
Das Spiel erschien am 24. Mai 2001 in Japan. Außerhalb Japans ist das Spiel nie erschienen, dafür erhielt es im Jahr 2012 eine englische Fan-Übersetzung.

## Rezeption
Überwiegend wurde das Spiel positiv bewertet. Das japanische Spielemagazin Famitsu gab dem Spiel von den erreichbaren 40 Punkten insgesamt 32 Punkte. Die Webseiten Hardcore Gaming 101 und RPGFan lobten das Spiel für seinen Soundtrack, Gameplay uvm. Das Spiel verkaufte sich gut. Insgesamt wurde es in den ersten drei Monaten allein in Japan 345.000 Mal gekauft.

## Fortsetzung

### Berwick Saga
TearRing Saga Series: Berwick Saga (jap. ティアリングサーガシリーズ ベルウィックサーガ, Tiaringu Sāga Shīrizu: Beruwikku Sāga) ist ein geistiger Nachfolger zum originalen Spiel und erschien am 26. Mai 2005 für die PlayStation 2. Es ist wie sein Vorgänger nur ein exklusiv in Japan veröffentlichter Titel. Eine englische Fan-Übersetzung erfolgte erst im Jahr 2018. Das Spiel beinhaltet ein stark modifiziertes Gameplay, das sich weniger an die Fire-Emblem-Reihe anlehnt. Die innovativen Spielzüge wurden sehr gepriesen.
Das Spiel verkaufte sich nur 84.000 Mal. Der Grund für die schlechten Verkaufszahlen scheint nach dem analytischen Ergebnissen von GCG Magazine das Releasedatum zu sein, da in der gleichen Woche mehrere Spiele zu bekannten Franchises veröffentlicht wurden, wie zum Beispiel Namco X Capcom, SD Gundam G Generation DS und Hanjuku Hero IV. Die Serie wurde anschließend eingestellt und das Entwicklungsstudio infolgedessen liquidiert.